# 沈雲龍
沈云龙（1909年—1987年10月11日），字泽青，号耘农，江苏东台安丰镇人，世居安丰镇公馆巷。中國历史学家。第一屆（1947）國民大會江蘇省代表。

## 生平
沈云龙幼年随父亲在私塾学习，后入读安丰高等小学、南通第六高等中学、上海光华大学（今华东师范大学），在中学时加入中国青年党。他在读高中和大学时，因参加政治活动，均被开除过一次。遭光华大学开除后，他留学日本明治大学，入读该校法学院，晚上则在该校新闻学院夜间部学习。1937年，他获得明治大学法学学士学位，1937年4月，他回国到上海，担任《国论月刊》编辑。
七七事变爆发后，他离开上海到福建，任职于福建省财政厅及公务员训练所。不久，因母亲生病，他又回上海定居，执教于光夏中学。1945年抗日战争胜利后，他被调往台湾任台灣省行政長官公署宣传委员会委员兼主任秘书，不久即辞职回到上海任职。1947年，他曾回家乡东台，并被指定当选为第一屆（1947）國民大會江蘇省代表。。
1949年，他随中国国民党撤到台湾，在经济部任职，并为台湾《新生报》、《公论报》、《征信新闻》等报刊撰写政论。1957年，他辞去公职，此后在东吴大学法学院、世界新闻专科学校、铭传女子商业专科学校等校任教授，在国立台湾大学、国立台湾师范大学、中國文化大學、国立政治大学任硕士论文指导教授。1959年秋，他应聘主持中央研究院近代史研究所“口述历史”工作。1987年10月，他在参加立法会馆的座谈会时突发心脏病去世。
他晚年是《传记文学》杂志社编辑顾问，文海出版社总主编。他主持编辑了大型中国近代文献丛书——近代中国史料丛刊。

## 著作
他的著作很多，以下列出他的部分著作：
- 台湾指南
- 台湾开拓史
- 近代史事与人物
- 中國共產黨之來源
- 近代政治人物述评
- 中国近代史大纲
- 近代史料考释
- 康有为评传
- 徐世昌评传
- 黎元洪评传
- 沈云龙 主编，中國青年黨的過去與現在
- 沈云龙 主编，國家主義論文集
- 沈雲龍編. . 台北: 文海出版社. 1972年 （中文（繁體））.
- 沈雲龍、林泉編. . 台北. 1997年. ISBN 957-671-551-2 （中文（繁體））.

他主编的大型丛书主要有：
- 近代中国史料丛刊
- 明清史料丛编
- 明人文集丛刊
- 中国水利要籍丛刊
- 中国名山胜迹志
- 袁世凯史料丛刊

## 家庭
- 父：沈仲芙